# 1991 EL4
1991 EL4 är en asteroid i huvudbältet som upptäcktes den 12 mars 1991 av den belgiske astronomen Henri Debehogne vid La Silla-observatoriet.
Asteroiden har en diameter på ungefär 6 kilometer och den tillhör asteroidgruppen Eunomia.